# Olędry
Olędry (deutsch Wagenfeld) ist ein Dorf in der polnischen Woiwodschaft Ermland-Masuren innerhalb der Gmina Wielbark (Stadt- und Landgemeinde Willenberg) im Powiat Szczycieński (Kreis Ortelsburg).

## Geographische Lage
Olędry liegt in der südlichen Mitte der Woiwodschaft Ermland-Masuren, 21 Kilometer südlich der Kreisstadt Szczytno (deutsch Ortelsburg).

## Geschichte
Mit seinen weit verstreuten Höfen entstand Wagenfeld im Zuge der Meliorationsmaßnahmen im Lattanabruch (polnisch Bagna Łatana) am Ende des 18. Jahrhunderts. Auch bei Wagenfeld wurde entsprechend königlicher Anordnung das Dorf nicht als geschlossene Siedlung angelegt, sondern die Häuser unweit der zu bewirtschafteten Grundstücke errichtet. Im Jahre 1841 wurden für das Dorf insgesamt 14 Eigentümer genannt.
Zwischen 1874 und 1945 war Wagenfeld in den Amtsbezirk Groß Lattana (polnisch Łatana Wielka) eingegliedert, der – 1938 in „Amtsbezirk Großheidenau“ umbenannt – zum ostpreußischen Kreis Ortelsburg gehörte.
Am 1. Dezember 1910 waren in der Landgemeinde Wagenfeld 88 Einwohner gemeldet. Ihre Zahl stieg bis 1933 auf 91 und belief sich 1939 auf 83.
Aufgrund der Bestimmungen des Versailler Vertrags stimmte die Bevölkerung in den Volksabstimmungen in Ost- und Westpreussen am 11. Juli 1920 über die weitere staatliche Zugehörigkeit zu Ostpreußen (und damit zu Deutschland) oder den Anschluss an Polen ab. In Wagenfeld stimmten 58 Einwohner für den Verbleib bei Ostpreußen, auf Polen entfielen 3 Stimmen.
Als 1945 in Kriegsfolge das gesamte südliche Ostpreußen an Polen fiel, war auch Wagenfeld davon betroffen. Das Dorf erhielt die polnische Namensform „Olędry“ und ist heute mit Sitz eines Schulzenamtes (polnisch Sołectwo) eine Ortschaft im Verbund der Stadt- und Landgemeinde Wielbark (Willenberg) im Powiat Szczycieński (Kreis Ortelsburg), bis 1998 der Woiwodschaft Olsztyn, seither der Woiwodschaft Ermland-Masuren zugehörig. Im Jahre 2011 zählte Olędry 62 Einwohner.

## Kirche

### Evangelisch
Bis 1945 war Wagenfeld in die evangelische Kirche Willenberg (Wielbark) in der Kirchenprovinz Ostpreußen der Kirche der Altpreußischen Union eingepfarrt und heute gehört Olędry zur evangelischen Kirche in Szczytno (Ortelsburg) in der Diözese Masuren der Evangelisch-Augsburgischen Kirche in Polen.

### Römisch-katholisch
Vor 1945 gehörte Wagenfeld katholischerseits zur Pfarrei in Groß Leschienen (polnisch Lesiny Wielkie), damals im Bistum Ermland gelegen. Auch heute orientiert sich Olędry zu eben dieser Kirche, die nun aber dem Erzbistum Ermland zugeordnet ist.

## Schule
Ene Schule gab es in Wagenfeld vor 1945 nicht. Die Kinder besuchten die Schulen in Groß Lattana (1938 bis 1945 Großheidenau, polnisch Łatan Wielka) und Alt Werder (Ostrowy).

## Verkehr
Nach Olędry führen heute mehrere Nebenstraße aus der nahen Umgebung. Eine Anbindung an den Bahnverkehr existiert nicht.